# Karana suffusa
Karana suffusa är en fjärilsart som beskrevs av W. Warren 1913. Karana suffusa ingår i släktet Karana och familjen nattflyn. Inga underarter finns listade i Catalogue of Life.